# 斯洛伐克國家男子排球隊
斯洛伐克國家男子排球隊是斯洛伐克的國家男子排球隊。斯洛伐克在1993年加盟國際排聯。斯洛伐克迄今為止沒有參加過奧運會和世錦賽，在歐錦賽上的最好成績是第五名。